# Hereros
Els hereros són un poble africà que principalment viu a Namíbia, on representen el 7,54% de la població. Parlen una llengua bantu, l'otjiherero. Antigament tenien un foc sagrat vigilat per una casta de sacerdots hereditaris segons el clan patriarcal (oruzo), pel qual es diferencien tots ells, o bé pel matriarcal (eanda). Fabriquen cistelles i recipients de fusta, fang i metall.

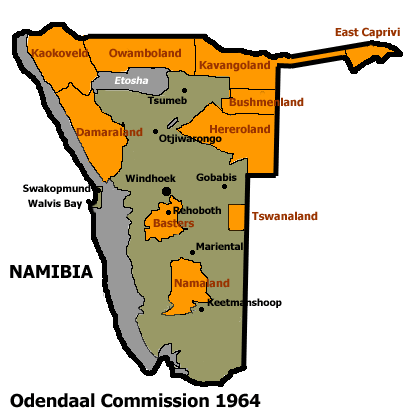
Mapa del Plan Odendaal amb el territori pels herero

La seva aferrissada resistència contra el govern colonial de l'Àfrica del Sud-oest Alemanyaprovocà que aquest, sota el comandament de Lothar von Throta, intentés cometre un genocidi que va delmar-los (1904-1908). Fins aleshores havien estat un poble força nombrós. Per tal d'aprofitar la seva rivalitat amb els ovambo, durant els anys 1960 van crear per a ells el bantustan d'Hereroland. Políticament, han estat hostils al SWAPO i propers a altres grups com la SWANU.

## Ubicació
Actualment els hereros estan repartits entre tres estats: 
- Angola: 120.000 persones que representen l'1% del total de la població del país. Els subgrups principals són els Kuvale i els Djimba que es troben repartits pel sud-oest d'Angola.
- Botswana: 21.000 herero, situats en els voltants del riu Okavango, que sumen l'1% de la població del país.
- Namíbia: 106.000 persones, equivalents al 10% del total d'habitants. Es troben escampats pel  nord del país, en concret en les regions administratives de Namíbia d'Omaheke, Otjozondjupa, Kunene, i Erongo

## Subgrups
Els hereros estan dividits en diversos sub-grups. El més nombrós, a Angola, és el dels kuvale, que viuen a prop de la zona desèrtica de la província de Namibe. A Namíbia els principals grups són els tjimba i ndamuranda, a Kunene; els mahereo, que habiten els voltants del poble de Okahandja (antiga capital del bantustan creat per als herero, Hereroland); els zeraua que viuen en la zona d'Omaruru.

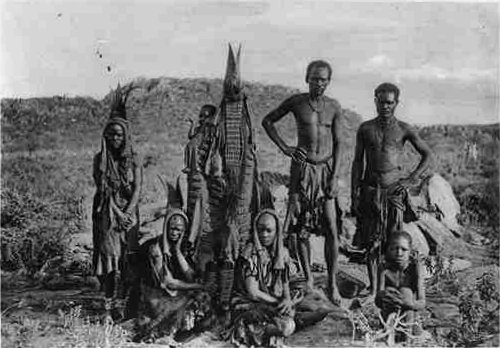
Homes herero, finals del segle XIX

## Història recent

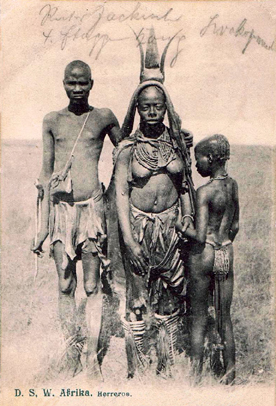
Herero, darreries del.

Durant els segles xvii i XVIII, els hereros van emigrar al que avui és Namíbia des de l'est i s'hi van establir com a pastors. Al principi del segle xix, els nama d'Àfrica del Sud, que ja posseïen algunes armes de foc, van endinsar-se en aquelles terres, on van ser seguits després pels comerciants blancs i pels missioners alemanys. Al principi, els nama van començar desplaçant els hereros, la qual cosa va provocar una guerra entre els dos grups que va durar la major part del segle xix. Més tard els dos pobles van entrar en un període d'intercanvi cultural.
La història recent dels hereros ha patit freqüents episodis de violència i, mentre que els grups que habitaven les zones al voltant de la frontera occidental moderna entre Angola i Namíbia han tingut una existència relativament tranquil·la, els seus germans d'altres zones no van tenir la mateixa sort.
Durant el segle xix, els primers europeus van començar a envair i establir-se permanentment al territori. Principalment a Damaralàndia, els colons alemanys van adquirir terres dels hereros per establir-hi granges. El 1883, el comerciant Franz Adolf Eduard Lüderitz va subscriure un contracte amb els nadius que, més tard, es convertiria en la base de la dominació colonial alemanya, sota el nom de Lüderitz. El territori ocupat es va convertir aviat en una colònia alemanya anomenada Àfrica Sud Occidental Alemanya, que va durar de 1884  fins al 1915. Els primers colons alemanys van arribar-hi el 1892 i llavors van començar els conflictes entre ells i els pastors hereros i nama indígenes, a qui els colons alemanys disputaven l'accés a la terra i l'aigua. A més, els colonitzadors blancs discriminaven legalment la població nativa i aquesta injusta discriminació, típica del colonialisme, va ser font de freqüents enfrontaments.
A finals del XIX i principis del segle xx, l'imperialisme i el colonialisme a l'Àfrica va arribar al seu punt màxim, afectant especialment els hereros i els nama. Els grups hereros i nama van sofrir l'expropiació de terres i bestiar, la persecució i gairebé l'anihilament per part dels colonialistes alemanys, que obeïen les polítiques d'extermini genocida del seu líder Lothar von Trotha . Alguns càlculs estimen que el 75% de la població va ser anihilada: l'any 1905 quedaven només 16.000 herero d'una població que el 1900 sumava 80.000 persones. Molts hereros d'Àfrica del Sud-Oest (antic nom de Namíbia) van fugir cap a altres zones, havent d'abandonar el seu bestiar i veient-se privats, per tant, dels mitjans de subsistència dels quals fins llavors depenien; aquests són els actuals hereros de Botswana.
Articles principals: Guerres Herero i Genocidi herero i namaqua
Entre 1893 i 1903, les terres dels hereros i els nama, així com el seu bestiar, van anar passant progressivament a mans dels colons alemanys. El hereros i nama van resistir l'expropiació tant com van poder, sobretot en els últims anys, però estaven desorganitzats i els alemanys els van derrotar amb facilitat.
El 1903, el poble herero va ser obligat al confinament en reserves per tal que els colons poguessin apropiar-se de les seves terres i així enriquir-se. El 1904, el hereros i els nama van començar una gran rebel·lió.
Samuel Maharero, el cap suprem dels hereros, va dirigir el seu poble en un aixecament a gran escala iniciat el 12 de gener de 1904 contra els alemanys. Els hereros van sorprendre els colonitzadorss amb el seu aixecament, que va tenir un èxit inicial. Però el general alemany Lothar von Trotha va assumir la direcció colonial de la lluita el maig de 1904. L'agost de 1904, va idear un pla per aniquilar la nació herero. Consistia a envoltar la zona on eren  els hereros tot deixant-los només una via que els permetés escapar cap al desert. Fins aleshores els hereros havien lluitat contra els alemanys amb pèrdues menors. Quan la majoria havia escapat per l'únic passatge posat a la seva disposició pels alemanys, se'ls va impedir sistemàticament d'apropar-se als pous d'aigua i la fam els va començar a passar factura. Va ser llavors que l'aixecament herero va canviar de guerra a genocidi.
La revolta va durar fins al 1907 i va acabar amb la destrucció quasi total del poble herero. "La guerra contra els hereros i nama va ser la primera en què l'imperialisme alemany va recórrer a mètodes de genocidi ....". Dels aproximadament 80.000 hereros que vivien a l'Àfrica Sud Occidental Alemanya al començament de la dominació colonial d'Alemanya sobre l'àrea, només van sobreviure a la derrota de la seva revolta 15.000 persones. En un període de quatre anys, aproximadament 65.000 hereros van morir. En el 100è aniversari de la massacre, el ministre alemany de Desenvolupament Econòmic i Cooperació, Heidemarie Wieczorek-Zeul, va rememorar els morts en el lloc i va demanar perdó pels crims comesos en nom de tots els alemanys. Hereros i namas van exigir a Alemanya reparacions financeres, però el fet és que el 2004 els mitjans de comunicació alemanys van pràcticament ignorar el genocidi comès pel seu país cent anys abans.
Els kuvale d'Angola van passar per una situació similar el 1941. Després de la mort del rei Kwanyama, Mandume ja Ndemufayo, el 1917, els portuguesos havien considerat definitivament conquistat el sud d'Angola. No obstant això, en una zona de l'oest, els kuvale van continuar criant el seu bestiar en les àrides terres del marge dret del riu Kunene, una zona sense cap vigilància per part de les autoritats portugueses.
Al sud d'Angola els kuvale seguien amb la pràctica usual de no només engreixar el seu propi bestiar, sinó també tot aquell que podien robar. Davant les queixes dels afectats, l'exèrcit portuguès va decidir acabar amb aquestes pretensions d'independència de l'autoritat portuguesa. Entre setembre de 1940 i febrer de 1941, les tropes portugueses van ocupar el territori dels kuvale, van causar-los moltes morts, van fer presonera el 25% de la població (unes 4.000 persones) i van apropiar-se de prop del 90% del seu bestiar (uns 20.000 caps). Els presoners van ser enviats al penal de Damba, a Sao Tomé, i després cedits com treballadors forçats a les hisendes dels colons portuguesos.

## Característiques culturals
Els hereros tenen un gran orgull pel que fa a la seva identificació i la seva solidaritat ètnica. Malgrat haver estat pràcticament anihilats, han mantingut les seves tradicions familiars i la seva consciència nacional vives. Prova d'això és la festa anual herero, el Dia de Maharero a l'agost, quan les unitats paramilitars herero desfilen davant els seus caps tribals a través dels carrers d'Okahandja, Gobabis i Omaruru. A pesar que gran part d'ells s'han convertit al cristianisme, segueixen mantenint aspectes molt tradicionals de les seves antigues pràctiques religioses. Igual que la seva economia, que se centra al voltant del bestiar boví, gran nombre de cerimònies espirituals se centren al voltant de la vaca com a animal sagrat.
L'actual vestit tradicional de les dones hehero (vegeu foto) és producte de la influència europea en el segle xix. Els herero acostumaven a vestir com els himba; és a dir, pràcticament no es vestien. Els missioners, ofesos per la nuesa, van aconseguir imposar el concepte de la vestimenta, a partir d'un vestit de tall europeu de l'època, però vistós i acolorit. El peculiar barret que usen actualment les dones herero potser fou dissenyat en homenatge a la forma del cap de la vaca.
Tots els grups herero parlen l'otjiherero; a Botswana, a més, parlen el dialecte mbandieru.

## Publicacions
- Hans Schinz, Deutsch Südwest-Afrika, (Oldenburg and Leipzig, 1891)
- S. Passarge, Südafrika, (Oldenburg and Leipzig, 1908)
- Rachel Anderson Arxivat 2012-02-24 a Wayback Machine., "Redressing Colonial Genocide Under International Law: The Hereros' Cause of Action Against Germany" Arxivat 2012-02-24 a Wayback Machine., 93 California Law Review 1155 (2005).
- Herero people Arxivat 2017-06-14 a Wayback Machine.